# Tongchon
Tongcheon -gun (通 川 郡) es un condado perteneciente a la provincia de Kangwon de la República Popular Democrática de Corea. 

## Geografía
Se encuentra en Tongcheon Plain en la costa este y al este de las montañas Taebaek. Está cerca del monte Kŭmgangsan, alto en el oeste y bajo en el este. Es fácil generar niebla y hay una laguna en la costa.   

## Historia
En el período Goguryeo, era el área donde se ubicaban los centros turísticos y el condado de Supbigok. En el período de Silla, pasaron a llamarse Geumyang-gun y Hukgye- hyeon respectivamente. Durante la dinastía Goryeo, Hukgye-hyeon pasó a llamarse Pakgok-hyeon y Geumyang-gun como Tongju. Durante la dinastía Joseon, esta área se convirtió en la jurisdicción del Observatorio Gangwon-do. En 1413, Tongju pasó a llamarse Tongcheon-gun. 
- 1895 : se convirtió en Tongcheon-gun y Apgok-gun bajo Gangneung-bu (subtítulo 23).
- 1896 : Dos condados pertenecían a Gangwon-do.
- 1910 : Pakgok-gun se incorporó a Tongcheon-gun.
- El 1 de abril de 1928 , Hak-myeon y Hak-myeon se fusionaron en Sakgok-myeon.[1]
- El 1 de junio de 1928, Yeondong-ri, Punggok-myeon, pasó a llamarse Pungho-ri.[2]
- El 1 de octubre de 1938, Gojeo-myeon fue ascendido a Gojeo-eup.[3]
- En 1952, Chongseok-ri y Gojeo-ri, Gojeo-myeon, Tongcheon-gun se reorganizaron en Tongcheon-eup.

## Economía
Debido a que es un área llana, la agricultura es una industria importante. Junto con el arroz, se producen cebada, trigo, avena, mijo, maíz, frijoles y patatas. También se realizan actividades de tala y pesca.   

## Destino turístico
- El expresidente del Grupo Hyundai, Chung Ju-young, nació en Asan-ri, Songjeon-myeon, Tongcheon-gun. Ahoin Asan (峨山) lleva el nombre de su ciudad natal.
- Lee Chun-hee, locutor de la República Popular Democrática de Corea, es de Tongcheon-gun.
- Tongcheon-gun es un área numerada no aprobada[4] ubicada en el extremo más meridional del este de la República Popular Democrática de Corea. Al oeste está la estación de Haeju en la provincia de Hwanghae del Sur.